# André Grjebine
André Grjebine, né en 1948, est un universitaire, un économiste et un philosophe français.

## Biographie

### Jeunesse et formation
Il est diplômé de l'Institut d'études politiques de Paris. Il obtient un doctorat d’État en économie à l'Université Panthéon-Sorbonne.

### Parcours professionnel
Il devient chef du service économique du journal Combat. 
Il est ensuite chargé de mission à la direction de la prévision du Ministère de l'Économie et des Finances. Il est à deux reprises (1981-1984, 1985-1986) chargé de mission par des ministres de la Recherche et de l’Industrie.
De 1976 à 1996, il enseigne l'économie politique à l'IEP de Paris de 1976 à 1996. Il a également été chargé de recherche, puis directeur de recherche dans cette même école, au sein du Centre de recherches internationales.
Il est l’auteur d'ouvrages économiques et philosophiques. Il collabore régulièrement à plusieurs journaux français, dont Le Monde et Le Figaro.

## Travaux
Il prépare actuellement un nouvel ouvrage sur les facteurs de vulnérabilité des sociétés ouvertes - c'est-à-dire des sociétés sans dogmes imposés par des autorités supérieures au nom d'une révélation ou d'une idéologie - et sur les menaces qui pèsent aujourd'hui sur ces sociétés.  

## Ouvrages
- 1973 : La réforme du système monétaire international, en collaboration avec T. Grjebine, éd. PUF.
- 1980 : La nouvelle économie internationale éd. PUF, 3° édition 1986.
- 1983 : L'État d'urgence éd. Flammarion[2].
- 1986 : Sous la direction d'André Grjebine : Théories de la crise et politiques économiques, éd. Le Seuil, coll. Points-économie, 416 pages, 2e édition 1989.
- 1991 : La Politique économique ou la maîtrise des contraintes, éd. Le Seuil.
- 1998 : Un monde sans dieux. Plaidoyer pour une société ouverte, éd. Plon.
- 2003 : Le Défi de l'incroyance, éd. La Table Ronde, 274 pages.
- 2008 : La guerre du doute et de la certitude - la démocratie face aux fanatismes, 181 pages, éd. Berg International.
- 2015 : La dette publique et comment s'en débarrasser, PUF, janvier 2015.